# كيلي رولاند
كيلي رولاند (بالإنجليزية: Kelly Rowland)‏ هي مغنية أمريكية من مواليد 11 فبراير 1981 في مدينة أتلانتا الأمريكية بدأت مشوارها الموسيقي مع فرقة دستنيز تشايلد وهي طفلة سنة 1990.

## روابط خارجية
- كيلي رولاند على موقع IMDb (الإنجليزية)
- كيلي رولاند على موقع روتن توميتوز (الإنجليزية)
- كيلي رولاند على موقع ألو سيني (الفرنسية)
- كيلي رولاند على موقع ميوزك برينز (الإنجليزية)
- كيلي رولاند على موقع رولينغ ستون (الإنجليزية)
- كيلي رولاند على موقع أول موفي (الإنجليزية)
- كيلي رولاند على موقع إن إن دي بي (الإنجليزية)
- كيلي رولاند على موقع أول ميوزيك (الإنجليزية)
- كيلي رولاند على موقع ديسكوغز (الإنجليزية)
- كيلي رولاند على موقع قاعدة بيانات الفيلم (الإنجليزية)